# Rezerwat Städjan-Nipfjället

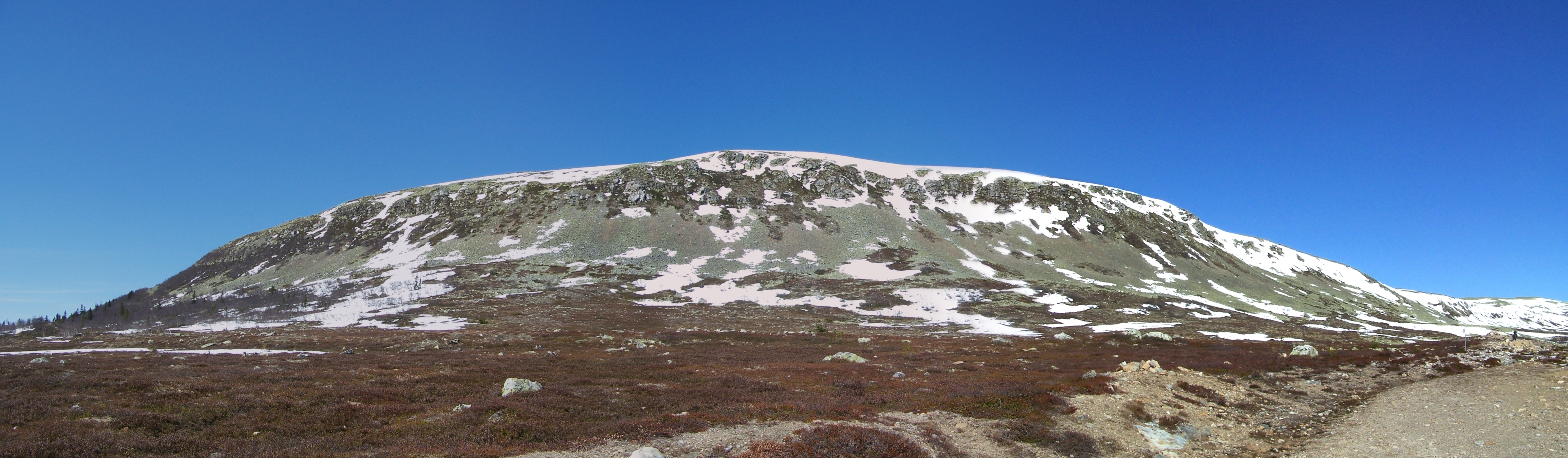
Masyw Nipfjället widziany z Trolowej Drogi

Rezerwat Städjan-Nipfjället – szwedzki rezerwat przyrody, o powierzchni ponad 200 km², położony w regionie Dalarna, w gminie Älvdalens, około 10 km na północ od miasta Idre. Należy do sieci Natura 2000 (kamping na terenie rezerwatu jest niedozwolony). Do jego największych atrakcji zalicza się górę Städjan (1131 m n.p.m.), masyw Nipfjällets, od których pochodzi nazwa rezerwatu, oraz Trollvägen - Trollową Drogę. 
Charakterystyczna fauna: niedźwiedź brunatny, wilk szary, ryś, łoś, oraz renifer (hodowlany).

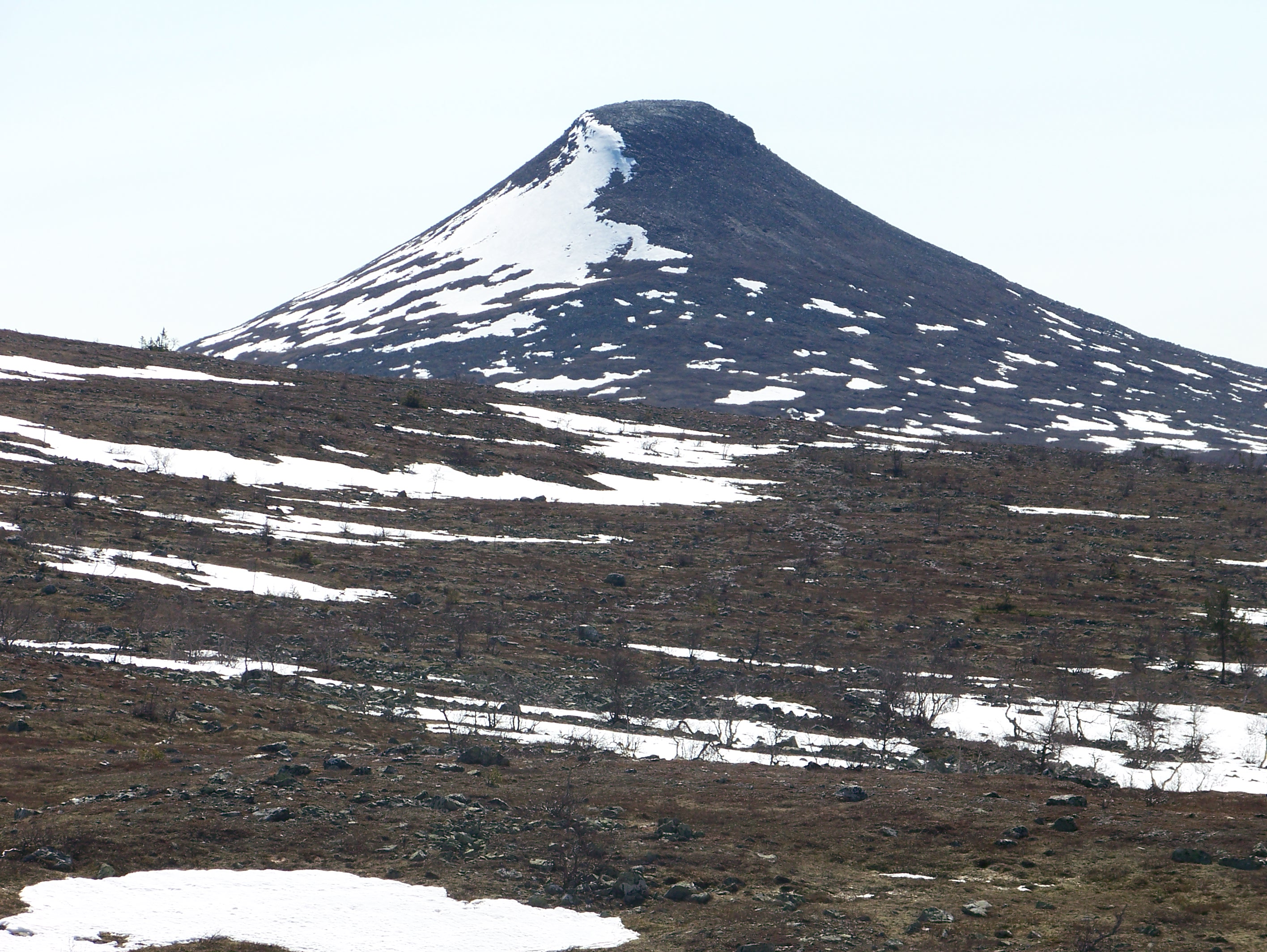
Städjan wiosną

Städjan (po polsku, kowadło) jedną z pięciu najwyższych gór południa Skandynawii. Położony w południowo-wschodniej części rezerwatu. Stanowi pozostałość po formacji alochtonicznej w południowej części szwedzkich gór powstałych w wyniku orogenezy kaledońskiej. Stanowi punkt orientacyjny dla pieszych podróżnych w tym regionie. Góra stanowiła inspirację dla wielu szwedzki pisarzy.
Z góry rozpościera się widok na regiony Dalarna, Härjedalen oraz Norwegię.
W latach 90. XX wieku i do 2007 istniały plany zbudowania ośrodka narciarskiego na górze. Miałoby się tam znaleźć 10 tras zjazdowych i 6 wyciągów. Po sporze i dyskusji, 8 marca 2007 rząd Szwecji oficjalnie zablokował te plany, przypominając, że prawo o ochronie środowiska, zarówno szwedzkie jak i europejskie, nie pozostawia żadnych wątpliwości, że teren ten ma pozostać nienaruszony i niezabudowany.
Najwyższym szczytem masywu Nipfjället, położonego w zachodniej części rezerwatu, jest Molnet (1192 m n.p.m.). Pozostałe szczyty masywu: Slagåbäcksstöten (1101 m), Fjätervålen (1001 m), Lillnipen (1100 m), Gränjesåsen, Ulandshögen, Hemmeråsen/Himmeråsen (869 m), Gränjesvålen/Gränjåsvålen (891 m), Svartfjället, Uggen. Masyw Nipfjällets jestem jednym z nielicznych w Szwecji, na który można wjechać, praktycznie na sam szczyt, samochodem. Bezpłatny parking znajduje się na wysokości 1 000 m n.p.m., co pozostawia około 100 m wysokości do wejścia pieszo (około 30 minut wędrówki).